# Красное Знамя (станция)
Кра́сное Зна́мя (бел. Чырвоны Сцяг) — железнодорожная станция Минского отделения Белорусской железной дороги на линии Минск — Орша. Расположена в посёлке Октябрьский Минской области, между остановочными пунктами Заречное и Барсуки.

## История

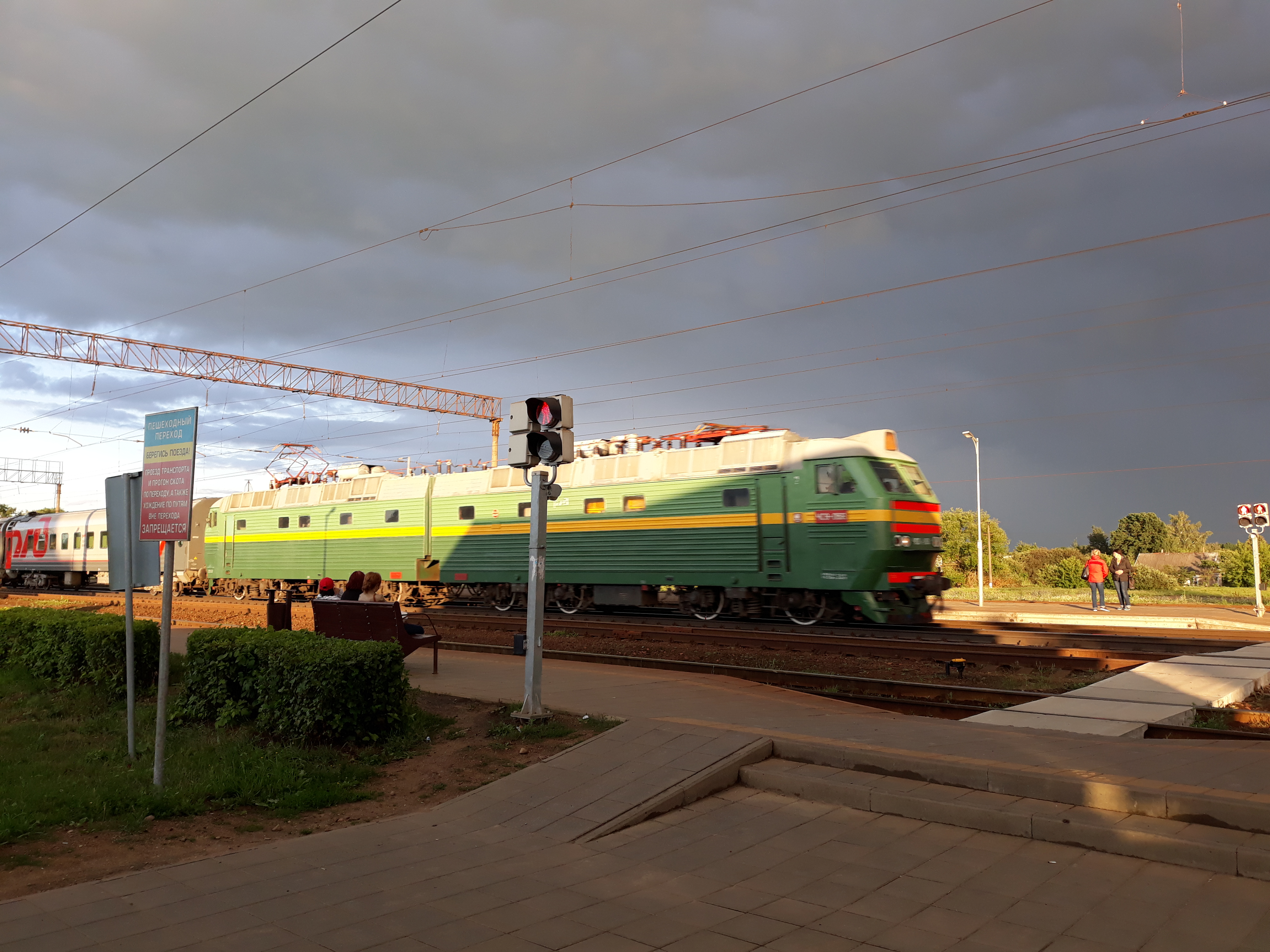
Пассажирский поезд на станции

Станция была возведена в 1940 году, железнодорожная линия на которой она расположилась была открыта в 1871 году в составе участка Осиновка — Брест Московско-Брестской железной дороги. В 1974 году станция была электрифицирована переменным током (~25 кВ) в составе участка Минск — Борисов.

## Устройство станции

### Путевое хозяйство
На железнодорожной станции имеются два магистральных и пять станционных путей. От станции берут начало два ответвления на сельскохозяйственное промышленное предприятие ОАО «Смолевичи Бройлер» и учреждению «Западный».

### Инфраструктура
Грузовая
На станции осуществляются работы по приему и выдаче грузов, допускаемых к хранению на открытых площадках и на железнодорожных путях необщего пользования, имеется зона таможенного контроля на пути № 6. Основными видами грузов, проходящих через станцию являются металл и металлопродукция, зерновые грузы и комбикорм. Для обслуживания грузов на станции имеются электропогрузчики и транспортёры.
Пассажирская
Для пассажиров станция представляет собою две прямые боковые платформы, длиною по 220—240 метров. Пересечение железнодорожных путей осуществляется по трём наземным пешеходным переходам, из которых один ведёт в деревню Плиса. Здание пассажирского вокзала с залом ожидания и билетной кассой (работает круглосуточно) расположено на платформе в направлении Минска.

## Пассажирское сообщение
На остановочном пункте ежедневно останавливаются электропоезда региональных линий эконом-класса (пригородные электрички), следующие до станций Орша-Центральная (4 пары), Борисов (7 пар), а также нерегулярные рейсы до Жодино, Крупок и Славного. Станция Красное Знамя с 2021 года является конечной станцией городских линий для маршрута «Минск — Смолевичи» (4 отправления ежедневно).
Севернее станции расположена остановка маршруток «Октябрьский» с отправлениями на Жодино, Борисов, Смолевичи, Минск и множество сельских населённых пунктов Смолевичского района. На южном выходе со станции находится остановка «Плиса» маршрутного такси № 2469 (станция метро Восток — Черницкий), с ежедневными отправлениями с интервалом в 60 минут.